# Family First Party
De Family First Party is een klein Australische politieke partij die sociaalconservatieve standpunten uitdraagt. De partij heeft een parlementslid in het deelstaatparlement van New South Wales
De partij is opgericht in de aanloop naar de deelstaatverkiezingen van 2002 door mensen met een conservatief-christelijke achtergrond. Bij de federale verkiezingen van 2007 slaagt de partij er zelfs één senator te laten verkiezen, Steve Fielding. De laatste jaren probeert de partij invloed te winnen via sociale netwerksites als Facebook en Twitter. Bij de federale verkiezingen van 2010 verliest Fielding zijn Senaatszetel opnieuw.